# 메이 보렌 액스턴

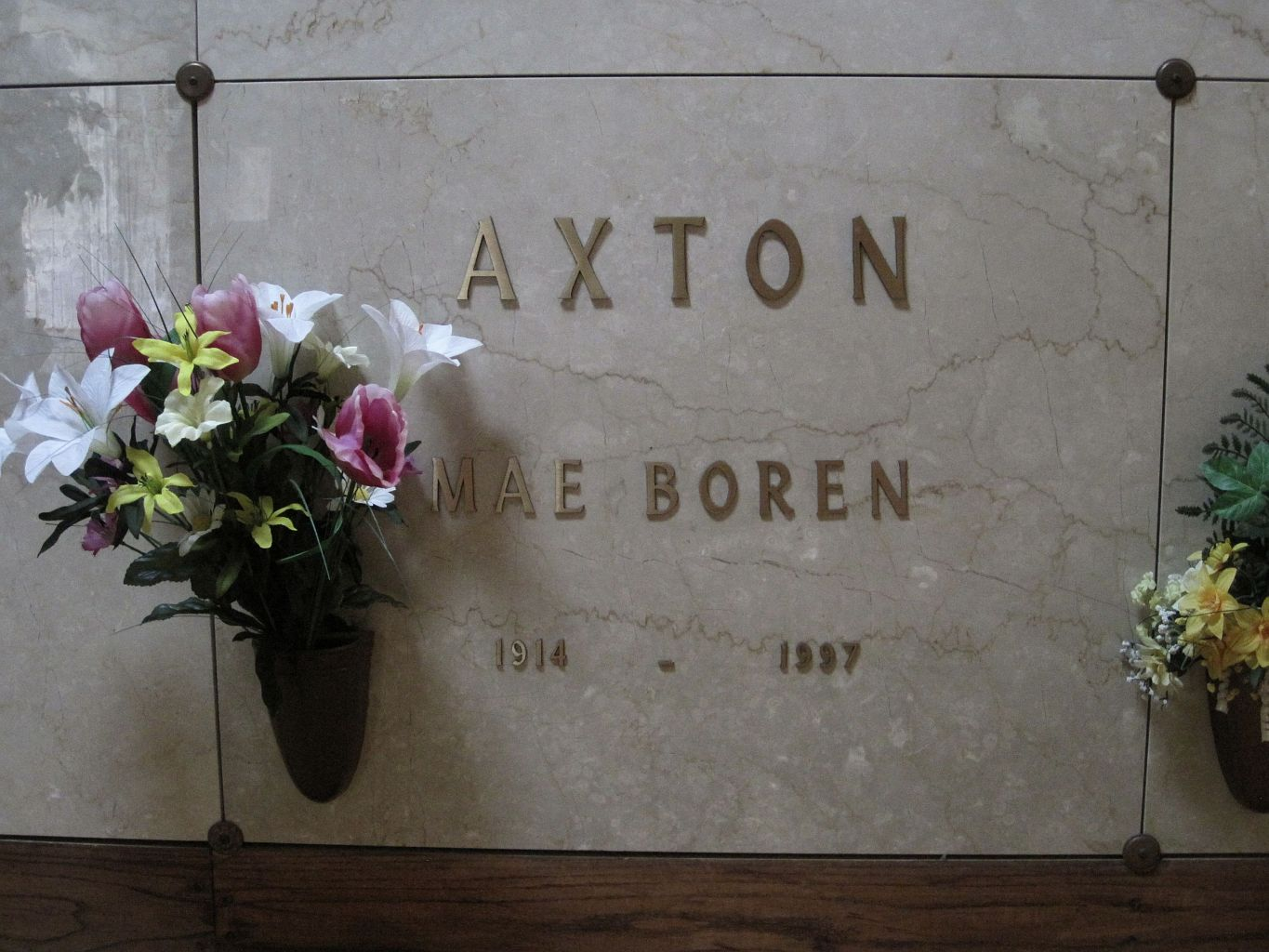

메이 보렌 액스턴(Mae Boren Axton, 1914년 9월 14일 – 1997년 4월 9일)은 음악 산업에서 "내슈빌의 왕대비"로 유명한 인물이다. 엘비스 프레슬리의 히트 싱글 〈Heartbreak Hotel〉을 토미 덜든과 작곡했고 밀 프리스, 레바 맥엔타이어, 윌리 넬슨, 에디 아놀드, 타냐 터커, 조니 필로트슨, 블레이크 셸턴과 일했다.

## 생애
메이 보렌은 텍사스에서 마크 L.과 내니 보렌 사이에서 태어났다. 아홉 자녀 가운데 일녀였으며, 미국 국회의원 라일리 보렌의 동생이었다. 보렌이 두 살이 되자 가족은 오클라호마로 이사했다. 이곳의 이스트 센트럴 스테이트 대학과 오클라호마 대학에 재학, 오클라호마 대에서 저널리즘 학사 학위를 취득했다. 교사 자격증을 입수한 뒤 오클라호마 각지에서 영어와 저널리즘을 가르쳤다.
보렌은 미해군 장교 존 T. 액스턴과 혼인하여 슬하에 두 아들을 두었다. 두 아들 중 호잇 액스턴은 컨트리 스타가 되고 존은 변호사가 된다. 가정은 자녀들의 십대 초반까지 오클라호마주 코만치에서 살았다. 1949년 액스턴이 플로리다주 잭슨빌로 입주하자 가족도 덩달아 이사했다. 보렌은 듀폰트 고등학교에서 영어를 가르쳤다. 1997년 테네시주 헨더스빌 자택의 온수 욕조에서 심장마비 뒤 익사로 92세로 운명했다.

### 음악 경력
보렌은 이백에 육박하는 곡들에 이름을 아로새겼으며, 제리 리 루이스가 녹음한 〈Skid Row〉가 〈Heartbreak Hotel〉 이전까지 그의 가장 유명한 곡이다.
보렌은 RCA 빅터와 엘비스 프레슬리를 연결하는 가교가 되었다. 잭슨빌 공연 이후에 톰 파커 대령에게 19세 프레슬리를 소개받았다. 밥 닐의 이익을 대변하여 일하여 프레슬리를 홍보하고 RCA 빅터의 내슈빌 지부 사장 스티븐 H. 숄스에게 압력을 가해 프레슬리와 계약되게 협력했다. 1955년 보렌과 토미 덜든은 엘비스 프레슬리의 히트곡 〈Heartbreak Hotel〉을 써냈다. 덜든이 "나는 외로운 거리를 걸었소(I walk a lonely street)"라고 쓴 유서를 남기고 자살한 한 남성의 기사를 읽고 획득한 발상을 메이 액스턴에게 전달, 보렌은 그 남성의 외로운 길의 종착지가 심통의 호텔(Heartbreak Hotel)일 것이라 제안한즉, 엘비스의 첫 1위 레코드이자 가장 위대한 로큰롤 히트곡이 탄생했다.

## 관련 서적
- Axton, Mae Boren. Country Singers as I Know 'Em. Hurst: Sweet Publishing Co. (1973).